# Bukowo (Rymań)
Bukowo (deutsch Buchwald) ist ein Wohnplatz in der Woiwodschaft Westpommern in Polen. Er liegt im Gebiet der Gmina Rymań (Landgemeinde Roman) und gehört mit dieser zum Powiat Kołobrzeski (Kolberger Kreis).

## Geographische Lage
Der Wohnplatz liegt in Hinterpommern, etwa 85 Kilometer nordöstlich von Stettin und etwa 25 Kilometer südlich von Kołobrzeg (Kolberg). Er liegt an einem Fahrweg, der von Rymań (Roman) im Nordwesten nach Powalice (Petershagen) im Südosten führt. In südwestlicher Richtung schließt der Wohnplatz Kamień Rymański (Hohenfier) an.

## Geschichte

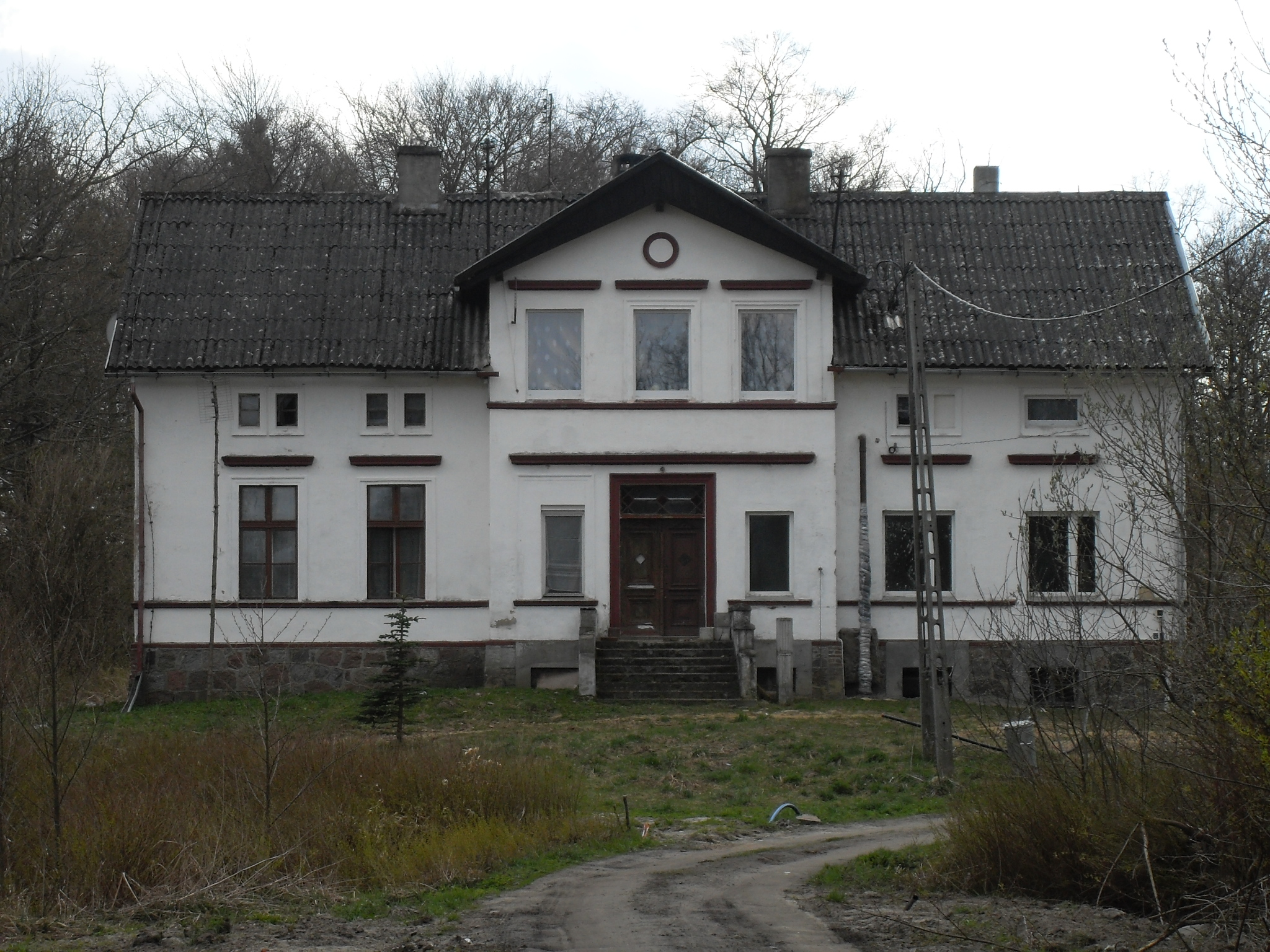
Ehem. Gutshaus

Buchwald erscheint erstmals in der Neuzeit als ein Lehen der adligen Familie Manteuffel, ebenso wie der Nachbarort Roman. Auf der Lubinschen Karte von 1618 ist der Ort als Bockwold verzeichnet. Im 18. Jahrhundert mussten die Manteuffels sowohl Buchwald als auch Roman verkaufen. Buchwald kam an einen Rittmeister von Schmeling, der es aber später an Christoph Steobanus verkaufte, der bereits Roman erworben hatte. Buchwald und Roman kamen so in eine Hand, wobei Buchwald wie ein Vorwerk von Roman bewirtschaftet wurde, aber rechtlich ein eigenes Rittergut blieb. In Ludwig Wilhelm Brüggemanns Ausführlicher Beschreibung des gegenwärtigen Zustandes des Königlich-Preußischen Herzogtums Vor- und Hinterpommern (1784) ist Buchwald bei Roman unter den adligen Gütern des Greifenbergischen Kreises erwähnt, nämlich als das zu Roman „jetzt gehörige, in einer kleinen Holzung von Eichen und Buchen gelegene Vorwerk Buchwald“. Im Jahre 1818 wurde Buchwald, wie auch Roman, in den Kreis Fürstenthum umgegliedert und kam bei der Auflösung des Kreises Fürstenthum im Jahre 1871 zum Kreis Colberg-Cörlin. 
Um 1900 wurde das Gut Roman aufgeteilt. Dabei wurde Buchwald separat verkauft und ging durch mehrere Hände, bis es im Jahre 1922 durch Lothar von Dewitz gekauft wurde, der bereits Roman erworben hatte. So wurde Buchwald bis 1945 wieder als ein Vorwerk des Gutsbetriebes in Roman bewirtschaftet. Die letzte Eigentümerin vor 1945 war die Witwe von Lothar von Dewitz. 
Bis 1945 bildete Buchwald einen Wohnplatz in der Gemeinde Roman und gehörte mit dieser zum Kreis Kolberg-Körlin.
Nach dem Zweiten Weltkrieg kam Buchwald, wie ganz Hinterpommern, an Polen. Es erhielt den polnischen Ortsnamen Bukowo. 
Bukowo gehört heute zum Schulzenamt Rymań in der Gmina Rymań.

## Entwicklung der Einwohnerzahlen
- 1816: 07 Einwohner[5]
- 1864: 76 Einwohner[5]
- 1885: 50 Einwohner[5]
- 1905: 68 Einwohner[5]
- 2013: 24 Einwohner[6]